# Finnerödja
Finnerödja er et byområde i Laxå kommun i Örebro län i Sverige, og kyrkby i Finnerödja socken i Västergötland. Byen ligger i Tiveden ved Västra stambanan og E20 i Västergötland.

## Historie
Finnerödja var tidligere kendt for sin jordbærdyrkning, som var omfattende fra 1940'erne til starten af 1980'erne. Plukningen var et populært sommerjob blandt unge skoleelever, hvilket førte til den årlige konkurrence Miss Jordgubbe.
Da finner i anden halvdel af 1500-tallet flyttede til skovområdet Tiveden, begyndte den egentlige bebyggelse. Finnerödja var først navnet på en gård (1587), men blev senere sognenavnet for Finnerödja socken.
Hæren lod under 2. verdenskrig bygge seks store centrallagre for drivmidler i Sverige, hvoraf ét var beliggende i Finnerödja.
Krämarstaden var en såkaldt tatereby, beliggende cirka tre kilometer fra Finnerödja. Navnet kommer fra krämare (rejsende sælger). Her boede tatere i næsten 20 år inden de forsvandt i noget som lignede en etnisk udrensning i 1920'erne.